# Estación de Huelma
Huelma es un apeadero ferroviario situado en el municipio español de Huelma, en la provincia de Jaén, comunidad autónoma de Andalucía. Actualmente las instalaciones carecen de servicio de viajeros.

## Situación ferroviaria
La estación se encuentra en línea férrea de ancho ibérico Linares Baeza-Almería, entre las estaciones de Cabra del Santo Cristo y Alicún y de Alamedilla-Guadahortuna.

## Características
Consta de una vía y un andén. No se conserva el edificio original de la estación, que fue sustituido por una sencilla caseta donde pudieran cobijarse los viajeros.
- Datos: Q16564471